# Glypta schneideri
Glypta schneideri là một loài tò vò trong họ Ichneumonidae.